# Yule River West Branch
Der Yule River West Branch ist ein Flussarm im Nordwesten des australischen Bundesstaates Western Australia. Er liegt in der Region Pilbara.

## Geografie
Der Flussarm zweigt bei der Siedlung Babbacurringanna vom Hauptarm des Yule River ab. Er fließt zunächst etwa zehn Kilometer parallel zu diesem in nordwestlicher Richtung und biegt dann nach Westen ab. Westlich von Mundabullangana beim Cape Cossigny, etwa auf halbem Wege zwischen Karratha und Port Hedland, mündet der Yule River West Branch in den Indischen Ozean.
Führt der Yule River kein Wasser, was bis zu zwei Jahre in Folge geschehen kann, findet sich auch kein Wasser im Yule River West Branch. Kommt Wasser aus dem Hauptfluss, kann dies dennoch vor Erreichen des Ozeans in der Küstenebene versickern.